# 世田谷区立二子玉川小学校
世田谷区立二子玉川小学校（せたがやくりつ ふたこたまがわしょうがっこう）は、東京都世田谷区玉川4丁目にある区立小学校。

## 沿革
- 1940年（昭和15年）4月 - 京西尋常小学校二子玉川分教場開校。
- 1941年（昭和16年）4月1日 - 国民学校令により、京西国民学校玉川分校と改称。
- 1942年（昭和17年）4月 - 東京市二子玉川国民学校として、独立開校。校章制定。
- 1944年（昭和19年）4月 - 学校給食開始。第一次集団疎開が行われた。
- 1945年（昭和20年）
  - 3月 - 第二次集団疎開が行われた。
  - 5月 - 第三次集団疎開が行われた。
  - 10月 - 集団疎開から学校に帰ってきた。また、児童の数が増えたため、午前と午後に分かれた二部授業実施。
- 1947年（昭和22年）
  - 1月 - 学校給食再開。
  - 4月1日 - 学制改革により、東京都世田谷区立二子玉川小学校と改称。
- 1952年（昭和27年）
  - 2月 - 西校舎の増築完成。1階3教室、2階3教室が完成し、二部授業解消。創立十周年記念式典挙行。
- 6月 - 校歌制定。
- 1953年（昭和28年）4月 - 瀬田小学校開校により、学区域が変更され、児童数名が転校。
- 1959年（昭和34年）4月 - 砧小学校鎌田分校開校により、学区域が変更され、2学年児童28名と3学年の27名が転校した。
- 1962年（昭和37年）4月 - 創立20周年記念式典挙行。
- 1963年（昭和38年）7月 - 体育館完成。
- 1964年（昭和39年）2月 - プール完成。
- 1968年（昭和43年）4月 - 鉄筋4階建校舎が完成（現在の南校舎の東側部分・普通教室8・特別教室3）。
- 1971年（昭和46年）3月 - 鉄筋3階建校舎が完成（現在の北校舎の普通教室9・給食室）。
- 1972年（昭和47年）
  - 3月 - 鉄筋3階建校舎が完成（現在の南校舎の西側部分・普通教室7・管理室7）。
  - 6月 - 創立30周年式典挙行。
- 1974年（昭和49年）7月 - スポーツ少年団ができた。
- 1977年（昭和52年）
  - 3月 - 鉄筋3階建校舎が完成（現在の西校舎が完成。すべての鉄筋校舎が完成した）。
  - 11月 - 鉄筋校舎落成記念式典を挙行し、記念行事を開催。
- 1982年（昭和57年）6月 - 創立40周年記念式典挙行。
- 1986年（昭和61年）5月 - 体育館・プールの落成記念式典挙行。
- 1989年（平成元年）7月 - この月から10月まで、校舎の改修・内装工事実施。
- 1992年（平成4年）6月 - 創立50周年記念式典挙行。
- 1995年（平成7年）7月 - プール底と外壁の工事実施。パソコンルーム完成（パソコン8台導入）。
- 1997年（平成9年）
  - 4月 - BOPが始まった。
  - 10月 - 創立55周年集会開催。
- 2000年（平成12年）9月 - 西校舎壁面タイル画が完成。
- 2001年（平成13年）3月 - パソコンルーム内部改修工事実施（パソコンを21台に増備し、インターネットが使用可に）。
- 2002年（平成14年）
  - 2月 - 愛鳥ルームとランチルーム内部の改修工事実施。
  - 4月 - 新BOPが始まった。
  - 10月 - 創立60周年記念式典挙行。
- 2007年（平成19年）
  - 3月 - 学級増により、北校舎3階資料室とPTA室の一般教室化復旧工事が行われた。
  - 6月 - 創立65周年記念行事・集会開催。
  - 8月 - 学級増対応のため、北校舎3階郷土資料室の一般教室化工事が行われ、郷土資料室の展示資料を渡り廊下へ移設した。
- 2008年（平成20年）
  - 5月 - 耐震補強工事着工。
  - 11月 - 耐震補強工事竣工。
- 2009年（平成21年）7月 - 全教室空調工事完了。
- 2012年（平成24年）2月 - 給食室改築工事完了。創立70周年記念式典挙行。
- 2013年（平成25年）
  - 2月 - 東校舎増築工事完了。
  - 3月 - 校庭改修工事完了。
- 2022年（令和4年）11月12日 - 創立80周年記念式典挙行[1]。

## 交通アクセス
- 東急電鉄田園都市線・大井町線二子玉川駅から、徒歩約500m・約8分。
- 東急バス「玉12」・「渋12」（土曜日夜の渋谷駅行1本のみ）・「玉11」（入出庫系統）・「（系統番号無）二子玉川駅～瀬田営業所」の各系統で、「身延山別院」バス停下車後、徒歩約135m・約2分。

## 学区
- 玉川（1丁目～4丁目）、瀬田4丁目（1番～14番・16番・36番～41番）[2]

## 周辺
- 国道246号
- 玉川高島屋ショッピングセンター
- セブンイレブン世田谷玉川4丁目店
- この他、小規模の店舗・飲食店が点在する。

## 著名な卒業生
- 星出彰彦（宇宙飛行士）
- 都並敏史（サッカー指導者(JFA 公認S級コーチ)・元サッカー選手・元サッカー日本代表）